# Hubenrode
Hubenrode ist ein Stadtteil von Witzenhausen im nordhessischen Werra-Meißner-Kreis.

## Geographie
Hubenrode ist ein geschlossener Weiler am Ostrand des Kaufunger Waldes in Nordhessen etwa 5 km westlich von Witzenhausen an der Vereinigung dreier kleiner Täler. Durch den Ort verläuft die Landesstraße 3401.

## Geschichte
Erstmals urkundlich erwähnt wurde das Dorf im Jahre 1275. Der Ort gehörte bis 1821 zum hessischen Amt Ludwigstein/Witzenhausen und danach zum Landkreis Witzenhausen. Während der französischen Besetzung (1807–1813) gehörte der Ort zum Kanton Witzenhausen im Königreich Westphalen.
Zum 1. Januar 1974 wurde die bis dahin selbständige Gemeinde Hubenrode im Zuge der Gebietsreform in Hessen kraft Landesgesetz in die Stadt Witzenhausen eingegliedert.
Für die nach Witzenhausen eingegliederten, ehemals eigenständigen Gemeinden wurde je ein Ortsbezirk mit Ortsbeirat und Ortsvorsteher nach der Hessischen Gemeindeordnung gebildet.

## Bevölkerung
Einwohnerstruktur 2011
Nach den Erhebungen des Zensus 2011 lebten am Stichtag, dem 9. Mai 2011, in Hubenrode 168 Einwohner. Darunter waren keine Ausländer.
Nach dem Lebensalter waren 21 Einwohner unter 18 Jahren, 21 zwischen 18 und 49, 42 zwischen 50 und 64 und 36 Einwohner waren älter.
Die Einwohner lebten in 81 Haushalten. Davon waren 30 Singlehaushalte, 27 Paare ohne Kinder und 21 Paare mit Kindern, sowie 3 Alleinerziehende und keine Wohngemeinschaften. In 18 Haushalten lebten ausschließlich Senioren und in 57 Haushaltungen lebten keine Senioren.
Einwohnerentwicklung
| Quelle: Historisches Ortslexikon |                                                                    |
| • 1569:                          | 7 Hausgesesse                                                      |
| • 1580:                          | 10 Hausgesesse                                                     |
| • 1747:                          | 20 Mannschaften mit 20 Feuerstellen                                |
| • 1961:                          | 152 evangelische (= 88,37 %), 20 katholische (= 11,63 %) Einwohner |

| Hubenrode: Einwohnerzahlen von 1834 bis 2022 | Hubenrode: Einwohnerzahlen von 1834 bis 2022 | Hubenrode: Einwohnerzahlen von 1834 bis 2022 | Hubenrode: Einwohnerzahlen von 1834 bis 2022 | Hubenrode: Einwohnerzahlen von 1834 bis 2022 |
| --- | -------------------------------------------- | -------------------------------------------- | -------------------------------------------- | -------------------------------------------- |
| Jahr |                                              |                                              |                                              | Einwohner                                    |
| 1834 | 1834                                         |                                              | 184                                          | 184                                          |
| 1840 | 1840                                         |                                              | 177                                          | 177                                          |
| 1846 | 1846                                         |                                              | 174                                          | 174                                          |
| 1852 | 1852                                         |                                              | 178                                          | 178                                          |
| 1858 | 1858                                         |                                              | 170                                          | 170                                          |
| 1864 | 1864                                         |                                              | 182                                          | 182                                          |
| 1871 | 1871                                         |                                              | 176                                          | 176                                          |
| 1875 | 1875                                         |                                              | 138                                          | 138                                          |
| 1885 | 1885                                         |                                              | 138                                          | 138                                          |
| 1895 | 1895                                         |                                              | 127                                          | 127                                          |
| 1905 | 1905                                         |                                              | 129                                          | 129                                          |
| 1910 | 1910                                         |                                              | 127                                          | 127                                          |
| 1925 | 1925                                         |                                              | 124                                          | 124                                          |
| 1939 | 1939                                         |                                              | 105                                          | 105                                          |
| 1946 | 1946                                         |                                              | 219                                          | 219                                          |
| 1950 | 1950                                         |                                              | 225                                          | 225                                          |
| 1956 | 1956                                         |                                              | 158                                          | 158                                          |
| 1961 | 1961                                         |                                              | 172                                          | 172                                          |
| 1967 | 1967                                         |                                              | 165                                          | 165                                          |
| 1970 | 1970                                         |                                              | 173                                          | 173                                          |
| 1990 | 1990                                         |                                              | ?                                            | ?                                            |
| 2000 | 2000                                         |                                              | ?                                            | ?                                            |
| 2011 | 2011                                         |                                              | 168                                          | 168                                          |
| 2015 | 2015                                         |                                              | 172                                          | 172                                          |
| 2022 | 2022                                         |                                              | 186                                          | 186                                          |
| Datenquelle: Historisches Gemeindeverzeichnis für Hessen: Die Bevölkerung der Gemeinden 1834 bis 1967. Wiesbaden: Hessisches Statistisches Landesamt, 1968. Weitere Quellen: LAGIS; Stadt Witzenhausen; Zensus 2011 |                                              |                                              |                                              |                                              |

## Politik
Für Hubenrode besteht ein Ortsbezirk (Gebiete der ehemaligen Gemeinde Hubenrode) mit Ortsbeirat und Ortsvorsteher nach der Hessischen Gemeindeordnung. Der Ortsbeirat besteht aus drei Mitgliedern. Bei den Kommunalwahlen in Hessen 2021 betrug die Wahlbeteiligung zum Ortsbeirat 59,6 %. Alle Kandidaten gehörten „Hubenröder Wählerliste“ an. Der Ortsbeirat wählte Rita Kramer zur Ortsvorsteherin.